# Москенесёй

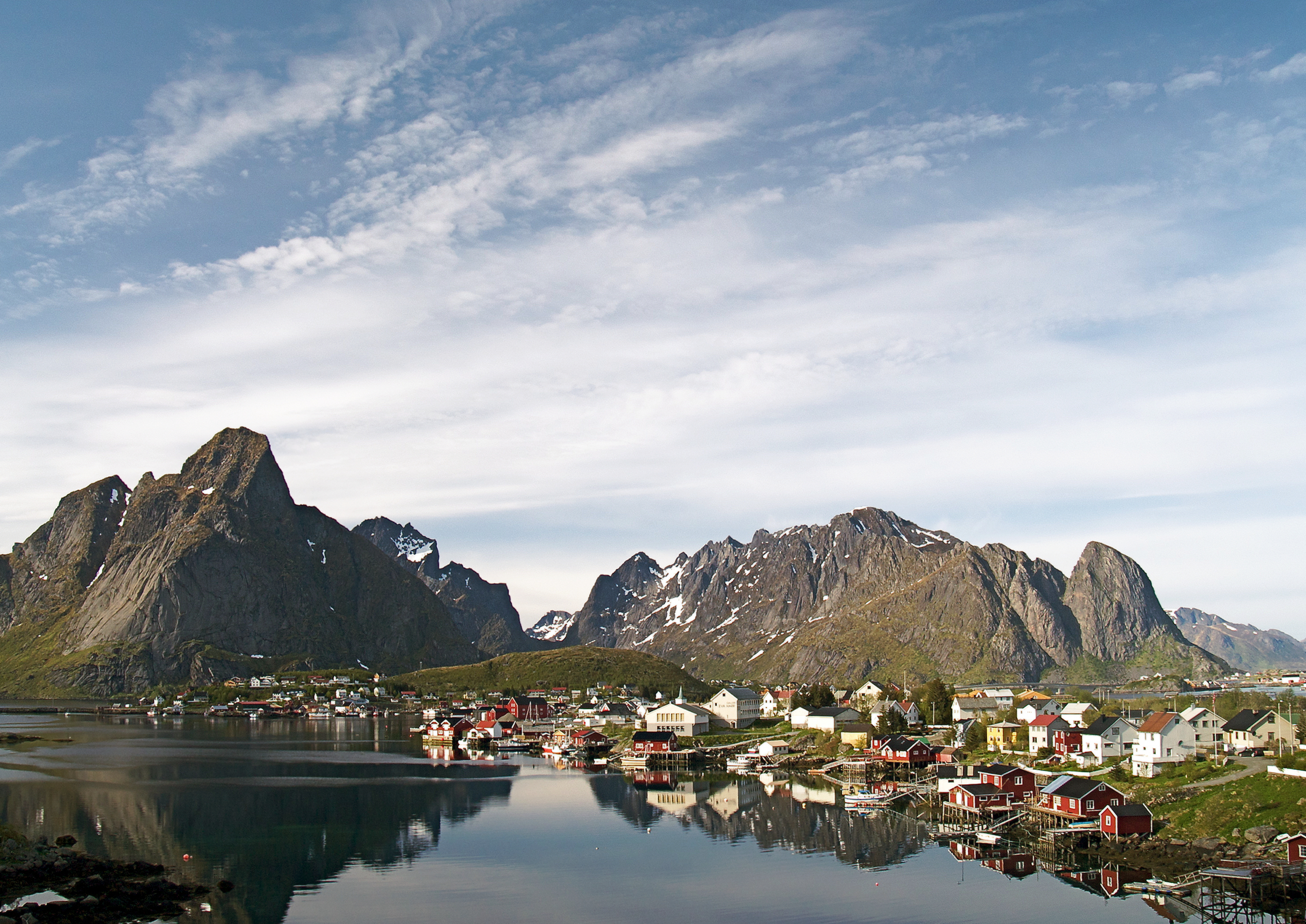
Деревня Рейне на острове Москенесёй

Москенесёй (норв. Moskenesøya) — остров в Норвежском море.
Один из Лофотенских остров. Соединён по мосту на северо-востоке с островом Флакстадёя. На острове находится деревня Рейне. Между островами Ферё и Москенесё расположен знаменитый водоворот Мальстрём. Площадь — 185,9 км². Население — 1627 человек (2001).